# Sunspot (Nuovo Messico)
Sunspot è una comunità non incorporata (unincorporated community), situata nei Monti Sacramento, nella contea di Otero, Nuovo Messico, Stati Uniti. Si trova all'interno della foresta nazionale di Lincoln, 18 miglia a sud di Cloudcroft. La sua altitudine è di 2 800 metri sul livello del mare. Il Sunspot Solar Observatory e l'osservatorio di Apache Point si trovano a Sunspot nei Monti Sacramento. Il sito di Sunspot è gestito da NSF, dal servizio forestale, ed è gestito e mantenuto dall'Associazione delle università per la ricerca in astronomia (AURA). Il telescopio e il sito sono entrambi aperti al pubblico e il centro visitatori offre visite guidate al sito il sabato e la domenica. Negli altri giorni c'è un sentiero autoguidato di 1/2 miglio attorno al telescopio e si affacciano sulle White Sands.

## Storia
Prende il nome dalla presenza del National Solar Observatory sul Sacramento Peak, in un voto presumibilmente truccato dal direttore dell'osservatorio John Evans. La strada che porta a Sunspot da Cloudcroft è la New Mexico State Road 6563, chiamata così dalla lunghezza d'onda più luminosa dell'emissione di idrogeno, H-alfa. Questa scenografica strada presenta cartelli che segnano le posizioni relative dei pianeti dal Sole in proporzione alla loro distanza da Sunspot.